# Kumamoto-præfekturet
Kumamoto-præfekturet (熊本県 Kumamoto-ken) er et præfektur i Japan.
Præfekturet ligger på den centralee del af øen Kyūshū og omfatter også Amakusaøerne vest for Kyushu. Det har 1.732.644 (2021) indbyggere og et areal på 7.404 km2
. Hovedbyen er byen Kumamoto.